# Plagiothecium formosicum
Plagiothecium formosicum là một loài rêu trong họ Plagiotheciaceae. Loài này được Broth. & Yasuda mô tả khoa học đầu tiên năm 1926.